# Мачулищи (платформа)
Мачу́лищи (бел. Мачулішчы) — остановочный пункт электропоездов в Минском районе (Беларусь). Имеется пассажирский павильон с билетной кассой, оборудованной АСУ «Экспресс-3» и терминалом для осуществления платежей банковскими пластиковыми картами.

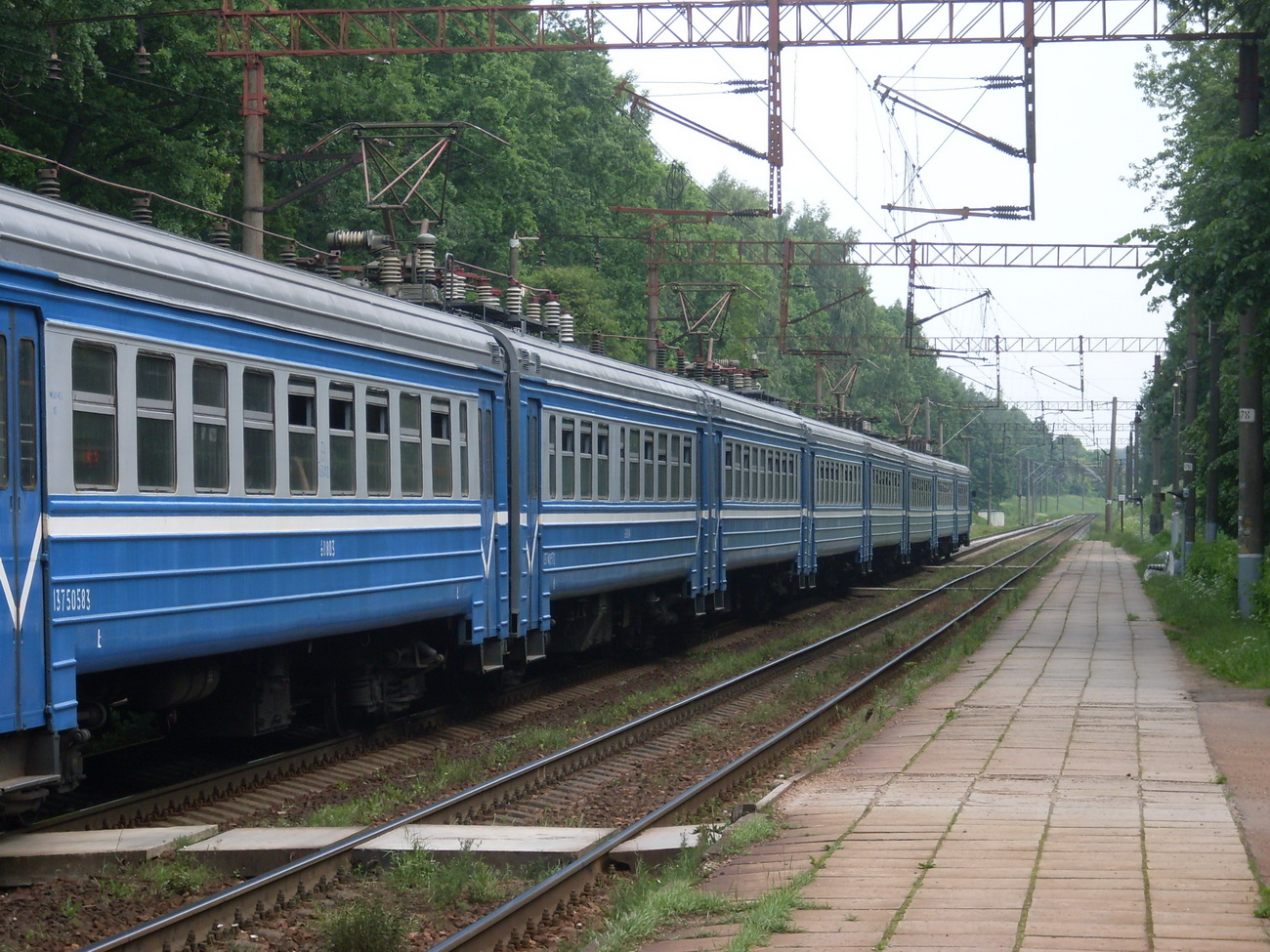
Поезд региональных линий экономкласса на остановочном пункте Мачулищи (линия Минск-Пассажирский — Осиповичи-1).

## Расположение
Расположен между станцией Колядичи и остановочным пунктом Асеевка.

## Ближайшие населённые пункты
- Мачулищи